# Roger Marijnissen
Roger Henri Marijnissen (Gent, 12 april 1923 – Ronse, 20 januari 2019) was een Vlaams kunsthistoricus. Hij was een grondlegger van de moderne onderzoeksmethoden voor conservatie, restauratie en het detecteren van vervalsingen. Zijn oeuvrecatalogi van Bruegel en Bosch waren gezaghebbend. Hij publiceerde in verschillende talen en werd vertaald in het Engels, Frans, Duits, Spaans, Italiaans en Russisch.

## Levensloop
Marijnissen, die als kind het zicht in zijn rechteroog had verloren, volgde kunstgeschiedenis en oudheidkunde aan de Rijksuniversiteit Gent. Hij studeerde af met een thesis over het kunstpatronaat van koning Filips II (1948). Aangespoord door zijn promotor Paul Coremans en door een boek van Alan Burroughs (Art Criticism From the Laboratory, 1938), raakte hij in de ban van de onbenutte technische mogelijkheden en nam hij deel aan een restauratiecampagne van het Lam Gods.
In 1958 werd hij adjunct-directeur van het Koninklijk Instituut voor het Kunstpatrimonium, geleid door zijn mentor Coremans. Door een meningsverschil over zijn jobomschrijving raakten de twee in conflict. Het jaar na de dood van Coremans doctoreerde Marijnissen op een proefschrift dat de conservatie- en restauratiepraktijk inhoudelijk en methodologisch vernieuwde (1966). Het werd een standaardwerk in bibliotheken wereldwijd.
Marijnissen was een productief schrijver en spreker die internationaal erkenning genoot, niet het minst voor zijn overzichtswerken van Bruegel en Bosch. Gepassioneerd door zijn onderwerp kwam hij geregeld scherp uit de hoek en schuwde hij polemiek noch animositeit. Hij richtte zich ook tot het grote publiek met populariserende boeken en stukjes in De Standaard (vanaf 1968). Na zijn pensioen in 1988 bleef Marijnissen schrijven over kunst in de brede zin, met ook aandacht voor de modernen.
Sinds 1970 was hij lid van de Koninklijke Vlaamse Academie van België voor Wetenschappen en Kunsten.
In 2011 schonk hij zijn bibliotheek van ruim 3.000 boeken aan het Museum voor Schone Kunsten van Gent.

## Publicaties (selectie)
- Dégradation, conservation et restauration de l'œuvre d'art, 2 dln., 1967
- Bruegel de Oude, 1969
- Bruegel, 1969 (foto's Max Seidel)
- Jheronymus Bosch, 1972 (met K. Blockx, P. Gerlach, H.T. Piron, J.H. Plokker en V.H. Bauer)
- Schilderijen. Echt, fraude, vals. Moderne onderzoekingsmethoden van de schilderijenexpertise, 1985
- Hiëronymus Bosch. Het volledig œuvre, 1987 (met Peter Ruyffelaere)
- Bruegel. Het volledig œuvre, 1988 (met P. Ruyffelaere, P. van Calster en A.W.F.M. Meij)
- Dialoog met het geschonden beeld. Na 250 jaar restaureren, 1995 (met Leopold Kockaert)
- Lof der mislukking, 1997
- Met een zondagse ooglap, 1998 (stukjes uit De Standaard, 1968-1998)
- Daroema's Taô, illustraties van Jan Fabre, 2005
- The Case of the Elgin Marbles, 2002
- Soigner les chefs-d'œuvre au pays de Magritte, 2006
- The Masters' and the Forgers' Secrets. X-ray Authentication of Paintings From Early Netherlandish Till Modern, 2009 (met Guido Van de Voorde, Roger Van Schoute en Francis Cuigniez: 260 becommentarieerde schilderijen met hun röntgenfoto's)